# Gerhard Trabert

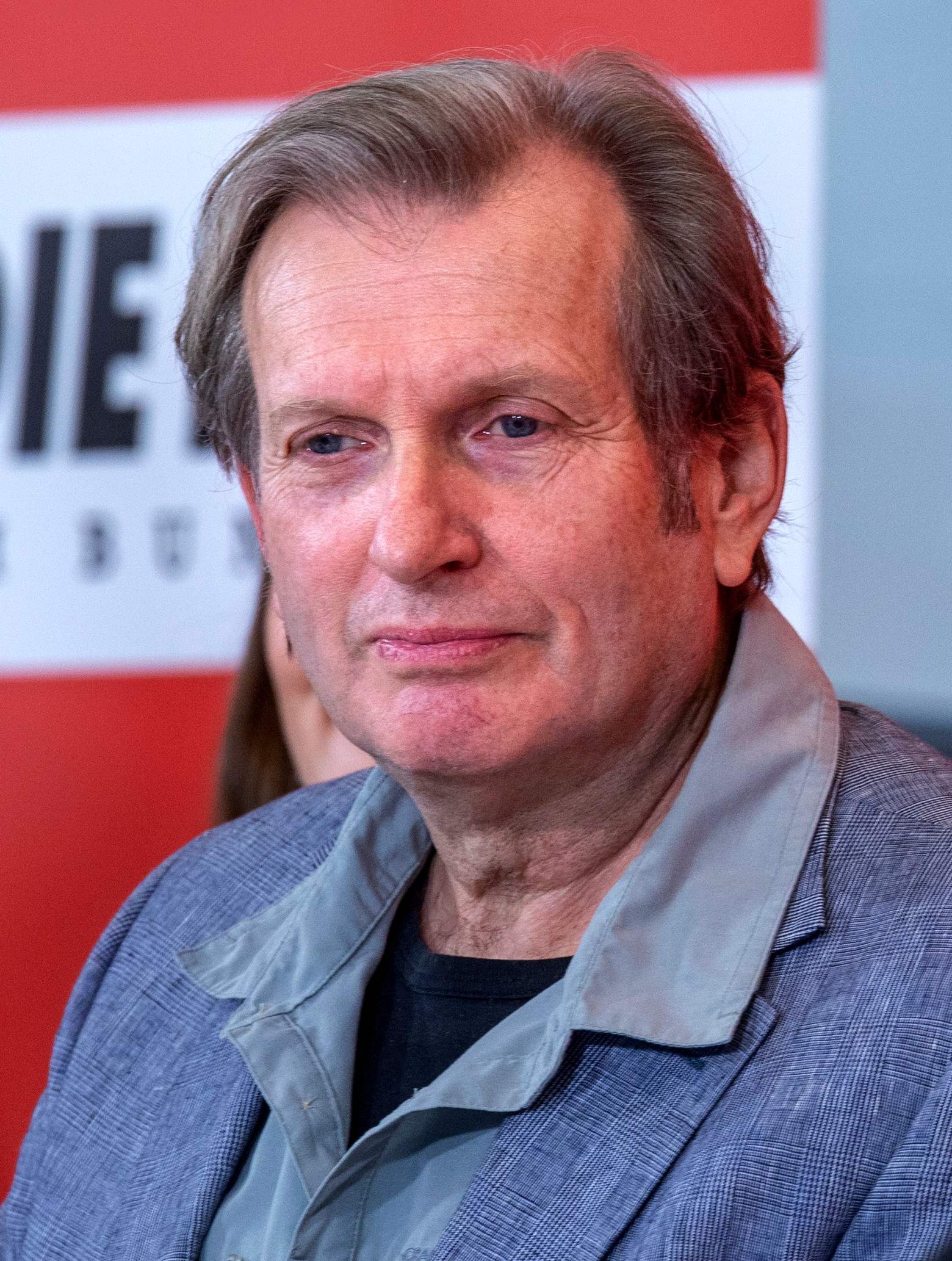
Gerhard Trabert (2022)

Gerhard Max Trabert (* 3. Juli 1956 in Mainz) ist ein deutscher Arzt, Professor für Sozialmedizin und Sozialpsychiatrie, Autor und Politiker. Bei der Wahl des deutschen Bundespräsidenten 2022 war er parteiloser Kandidat für Die Linke. Seit 2025 ist er Mitglied des Deutschen Bundestags.

## Leben und Wirken
Gerhard Trabert wurde im Juli 1956 in Mainz geboren. Während seiner Kindheit verbrachte er viel Zeit in dem Waisenhaus, in dem sein Vater als Erzieher tätig war. Dies sensibilisierte ihn schon früh für das Schicksal benachteiligter Menschen.
Trabert studierte von 1975 bis 1979 Sozialarbeit an der Fachhochschule Wiesbaden mit dem Abschluss Diplom-Sozialpädagoge. Nach der Beendigung seines Studiums war Trabert im Krankenhaussozialdienst tätig. 1983 begann er das Studium der Humanmedizin, das er 1989 an der Johannes-Gutenberg-Universität Mainz abschloss. Während des Studiums erhielt Trabert ein Begabtenstipendium des Evangelischen Studienwerks Villigst. Mit seiner Dissertationsschrift Gesundheitssituation und medizinische Versorgung von wohnungslosen Menschen wurde Trabert 1994 nach seinem Studium von der medizinischen Fakultät der Universität Mainz zum Dr. med. promoviert. Trabert war zehn Jahre an Krankenhäusern in Rheinland-Pfalz und Hessen klinisch tätig. Sein Schwerpunkt war die Innere Medizin, speziell die medizinische und psychosoziale Versorgung onkologischer Patienten. Er bildete sich zum Arzt für Allgemeinmedizin und Notfallmedizin weiter. Von Beginn seiner ärztlichen Tätigkeit an absolvierte er zahlreiche Auslandseinsätze unter anderem in Indien, Bangladesch und den USA.

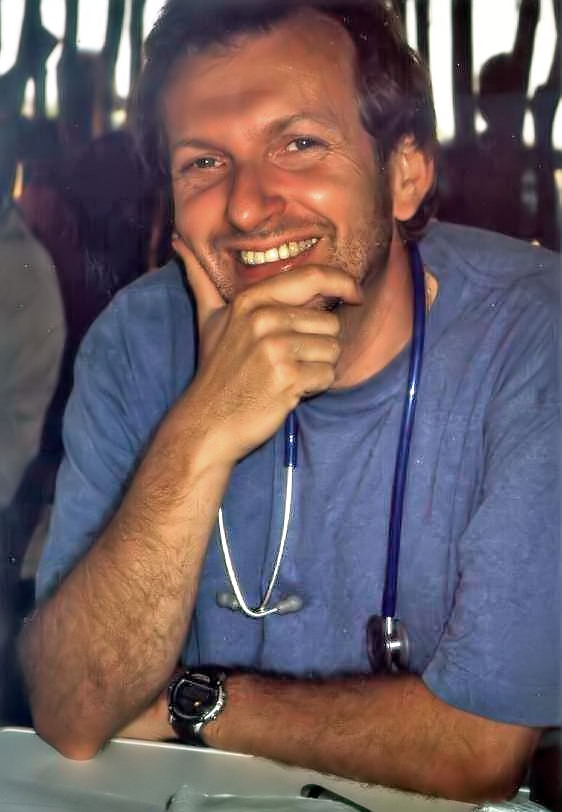
Gerhard Trabert (2015)

Bei seiner Reise durch Indien lernte Trabert das „aufsuchende Gesundheitsversorgungskonzept“ Medical-Streetwork kennen, bei dem vorwiegend Leprakranke behandelt wurden. Der Leitsatz, dem dieses Konzept folgt, lautet: „Wenn der Patient nicht zum Arzt kommt, kommt der Arzt zum Patienten.“ Inspiriert von dieser Arbeit und seinen Erfahrungen dort, übertrug er diesen medizinischen Ansatz auf die Gesundheitsversorgung von wohnungslosen Menschen. Im Jahr 1994 gründete er das Mainzer Modell, eine medizinische Versorgungseinrichtung für wohnungslose Menschen. Mit einem „Arztmobil“ suchen Trabert und seine Kollegen bestimmte Standorte auf und bieten kostenlos ärztliche Hilfe an. Trabert bekam als erster Arzt in Deutschland für diese Form der mobilen Praxis eine kassenärztliche Zulassung.
Er ist Verfasser zahlreicher Fachartikel zum Thema Armut und Gesundheit, Kinderarmut, Armut und Suizidalität, Kinder krebskranker Eltern. Ebenfalls ist Trabert Autor von Kinderbüchern zum Thema Krebs. Im Jahr 1998 gründete er den Verein Armut und Gesundheit in Deutschland, Mitglied der Nationalen Armutskonferenz. Außerdem ist er Gründer und ehrenamtlicher Vorstand des Vereins Flüsterpost e.V. – Unterstützung für Kinder krebskranker Eltern (2003). Von 1999 bis 2009 hatte er eine Professur für Medizin und Sozialmedizin an der Georg-Simon-Ohm-Hochschule Nürnberg, 2009 wurde er auf eine Professur für Sozialmedizin und Sozialpsychiatrie im Fachbereich Sozialwesen der Hochschule RheinMain berufen. Ende 2023 wurde Trabert emeritiert. Darüber hinaus ist er Inhaber des G. Trabert Verlags.
Im Jahr 2013 richtete Trabert in Räumlichkeiten der Stadt Mainz auf der Zitadelle die „Ambulanz ohne Grenzen“ ein. Dort sind 20 Ärzte, Krankenschwestern/Krankenpfleger und Sozialarbeiter tätig. Wohnungslose Menschen und Patienten ohne Versicherungsschutz werden kostenfrei medizinisch behandelt.
2024 initiierte er in Mainz einen Gedenkort für die von den Nationalsozialisten verfolgten Wohnungslosen.
Anfang Januar 2025 erlitt Trabert mehrere Schlaganfälle.

## Sport

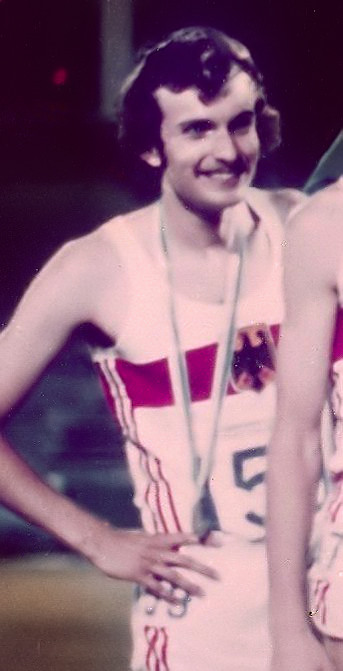
Europameisterschaft der Junioren 1975

Gerhard Trabert befand sich vor und während seines Studiums im Leichtathletikkader der deutschen Junioren- und Studentennationalmannschaft. Zu seinen sportlichen Erfolgen gehören unter anderem die Silbermedaille im 4-mal-400-Meter-Lauf bei den Leichtathletik-Junioreneuropameisterschaften 1975 sowie die Bronzemedaille im 4-mal-400-Meter-Lauf bei der Universiade 1977. Seine Bestlaufzeit von 1:49,26 min auf 800 Meter, die Trabert 1981 aufstellte, ist auch heute noch in der Liste der „Ewigen Top Ten“ des USC Mainz vertreten.

## Politik
Bei der Bundestagswahl 2021 trat Trabert als parteiloser Direktkandidat für die Partei Die Linke für den Bundestagswahlkreis Mainz an. Er stand nicht auf der Landesliste der Partei. Bei der Wahl am 26. September erreichte er mit 12,7 Prozent die viertmeisten Erststimmen, verpasste damit jedoch den Einzug in den Bundestag. Damit erreichte er bei der Bundestagswahl 2021 das beste Erststimmenergebnis eines Kandidaten der Partei Die Linke in Westdeutschland.
Für die Wahl zum Bundespräsidenten am 13. Februar 2022 stellte Die Linke Trabert als ihren Kandidaten gegen den erneut kandidierenden Amtsinhaber Frank-Walter Steinmeier (SPD) auf. Trabert wollte diese Kandidatur nach eigenen Worten nutzen, um auf die Armut und soziale Ungerechtigkeit in Deutschland hinzuweisen: „Es geht nicht um mich. Es geht mir um die Menschen, für die ich mich engagiere“, sagte er. Auf Trabert entfielen 96 von 1437 abgegebenen Stimmen der Bundesversammlung und damit 25 mehr, als die Linke Vertreter stellte.
Der wiedergewählte Bundespräsident Frank-Walter Steinmeier sprach Trabert in seiner Rede am 13. Februar 2022 direkt an:

„Gestatten Sie mir, sehr geehrter Professor Trabert, noch ein zusätzliches Wort. Sie haben mit Ihrer Kandidatur auf ein Thema aufmerksam gemacht, das mehr Aufmerksamkeit verdient: die Lage der Ärmsten und Verwundbarsten in unserem Land. Dafür gebührt Ihnen nicht nur Respekt, sondern ich hoffe, dass Ihr Impuls erhalten bleibt.“

Außerdem schlug Steinmeier Trabert ein Treffen vor, um „dem drängenden Thema gemeinsam mehr Aufmerksamkeit verschaffen zu können“. Dieses Treffen fand am 4. März 2022 im Schloss Bellevue statt. Sie besprachen dort konkrete Maßnahmen und Aktionen, um armen Menschen zu helfen.
Der versprochene Besuch des Bundespräsidenten in Mainz fand am 2. Juni 2022 statt. Steinmeier besichtigte das Arztmobil für Obdachlose und zeigte sich von Traberts Arbeit sehr beeindruckt. Es wurde über eine längerfristige Kooperation bei der Bekämpfung von Armut beraten.
Im Rahmen seiner Kandidatur wies Trabert auf das Wegschauen der Zustände von Flüchtlingen und armen Menschen in Deutschland hin und zog eine Parallele zum Wegschauen während des Nationalsozialismus bezüglich der Gräueltaten der Nazis:

„Wie damals viele Deutsche wussten, was mit den Juden geschieht, ist es heute so, dass wir wissen, was mit geflüchteten Menschen im Mittelmeer, in libyschen, in syrischen Lagern geschieht. Wir wissen, wie die Armut zunimmt, wir wissen um die erhöhte Sterberate von armen Menschen auch hier in Deutschland.“

Außerdem sagte Trabert zur Lage in der Bundesrepublik: „Auch die Gerichte missbrauchen ihre Macht, um Kritik in dieser Demokratie mundtot zu machen. Das dürfen wir nicht akzeptieren“. Obwohl Trabert dies auf die Kriminalisierung von Seenotrettern bezog, wurden seine Aussagen von verschiedenen Seiten kritisiert.
Ende 2022 gehörte Trabert zu den Erstunterzeichnern einer Petition und Kampagne von DiEM25 zur Aufgabe der Schuldenbremse.
Im Februar 2023 war er Erstunterzeichner der von Sahra Wagenknecht und Alice Schwarzer initiierten Petition Manifest für Frieden an Olaf Scholz, die zu Diplomatie und Verhandlungen und gegen weitere „eskalierende Waffenlieferungen“ an die Ukraine im Zuge des russischen Überfalls aufrief.
Im Juli 2023 schlug der Parteivorstand der Linken Trabert für Platz 4 für die Kandidatenliste der Partei zur Europawahl 2024 vor. Da die Partei mit 2,7 Prozent der Stimmen nur drei Sitze erhielt, verpasste er den Einzug ins Europaparlament.
Bei der Bundestagswahl 2025 trat Trabert als Spitzenkandidat der Linkspartei in Rheinland-Pfalz und erneut im Bundestagswahlkreis Mainz an. Über seinen Listenplatz zog er in den 21. Bundestag ein. Ende März 2025 teilte seine Familie mit, dass er sein Mandat aufgrund seiner gesundheitlichen Situation vorläufig nicht ausüben könne. Im August 2025 wurde bekannt, dass er sein Mandat nicht mehr wahrnehmen wird. Für ihn wird Lin Lindner in den Bundestag nachrücken.

## Internationale Einsätze
- Gesundheitsambulanz für bosnische Flüchtlinge in Ljubljana Slowenien
- Gesundheitsversorgungsprogramm in den Slums von Dhaka Bangladesch
- 2001 nach den Terroranschlägen vom 11. September in Afghanistan
- 2005 nach dem Tsunami in Sri Lanka
- 2009 Gesundheitsversorgung in der Südsee, Cook-Inseln
- 2010 nach dem Erdbeben in Haiti
- 2010 Pakistan nach der Flutkatastrophe
- 2011 Ostgrönland
- 2012 Gefangenenversorgung in Äthiopien
- 2013 Versorgung psychisch Kranker in Indonesien (Bali)
- 2013 Versorgung syrischer Flüchtlinge im Libanon
- 2014 Ostgrönland
- 2014 Versorgung psychisch Kranker in Indonesien
- 2014 Versorgung von Straßenkindern in Kisumu
- 2015 Sea-Watch – Zivile Seenotrettung von Flüchtenden, Lampedusa, Italien
- 2015 Versorgung von Flüchtlingen in Kilis, Türkei (Syrische Grenze)
- 2016 Sea-Watch – Zivile Seenotrettung von Flüchtenden, Malta
- 2016 Versorgung von Flüchtlingen in Idomeni, Griechenland
- 2016 Versorgung von Flüchtlingen in Kilis, Türkei (Syrische Grenze)
- 2016 Versorgung von Flüchtlingen in Reyhanli, Türkei (Syrische Grenze)
- 2016 Unterstützung des Akrabat-Hospital in Idlib, Syrien
- 2017 Unterstützung von Gesundheitseinrichtungen in der Rojava-Region, Nordsyrien (u. a. in Kobane)
- 2017 Mitarbeit im Flüchtlingslager Ayn Issa in der Raqqa-Region, Nordsyrien
- 2017 Unterstützung der Hilfsorganisation CADUS – Mitarbeit in TSP (Trauma Stabilisation Point) in Mosul, Irak
- 2017 Versorgung von Flüchtlingen auf der Insel Lesbos, Griechenland
- 2018 Versorgung von Flüchtlingen in Kobane, Raqqa und Manbidsch, Nordsyrien
- 2019 humanitärer, ärztlicher Einsatz in einem Waisenhaus in Benin, Westafrika
- 2019 Versorgung von Patienten mit Diabetes mellitus in Kobané, Nordsyrien
- 2019 ResQship – Zivile Seenotrettung von Flüchtlingen im Mittelmeer
- 2019 Versorgung von Straßenkindern in Kisumu, Kenia
- 2020 Versorgung von Flüchtlingen in Kara Tepe Refugee Camp und Camp Moria auf Lesbos, Griechenland[32]
- 2021 Versorgung von Flüchtlingen in Bihac, Bosnien-Herzegowina
- 2021 Versorgung von Flüchtlingen in Kara Tepe Refugee Camp auf Lesbos, Griechenland (im Juni und Oktober 2021)
- 2021 Hilfseinsatz bei der Flutkatastrophe im Ahrtal[33]
- 2021 ResQship – Zivile Seenotrettung von Flüchtlingen im Mittelmeer

## Ehrungen und Auszeichnungen
Trabert erhielt zahlreiche Auszeichnungen. Hierunter fallen unter anderem der Verdienstorden der Bundesrepublik Deutschland, der Verdienstorden des Landes Rheinland-Pfalz sowie die Paracelsus-Medaille. Die mit 10.000 Euro dotierte Auszeichnung „Hochschullehrer des Jahres“ bekam Trabert 2019 als erster Fachhochschullehrer überhaupt verliehen; die Festveranstaltung sollte am 6. April 2020 im Rahmen der „Gala der Deutschen Wissenschaft“ in Berlin stattfinden, fiel aber coronabedingt aus.
- 1975: Silbermedaille 4 × 400 m, Leichtathletik-Junioreneuropameisterschaften Athen
- 1977: Bronzemedaille 4 × 400 m, Universiade, Studenten-Weltmeisterschaft Sofia
- 2004: Verdienstorden der Bundesrepublik Deutschland (Verdienstkreuz am Bande[36])
- Günter-Gloser-Preis
- 2009: Kinderschutzpreis des Deutschen Kinderschutzbundes, Landesverband Rheinland-Pfalz
- 2014: Paracelsus-Medaille (höchste Auszeichnung der deutschen Bundesärztekammer)
- 2015: Verdienstorden des Landes Rheinland-Pfalz (höchste Auszeichnung des Landes Rheinland-Pfalz)
- 2015: 1. Preis der Zivilgesellschaft an den Verein Armut und Gesundheit, Europäischer Wirtschafts- und Sozialausschuss
- 2016: Ehrenamtspreis für Soziales, Lotto-Stiftung
- 2018: Carola-Gold-Preis Berlin
- 2019: Salomon-Neumann-Medaille der Deutschen Gesellschaft für Sozialmedizin und Prävention[37]
- 2020: Hochschullehrer des Jahres, eine Auszeichnung des Deutschen Hochschulverbands
- 2021: Mainzer Medienpreis